# Josep Solanes Vilaprenyó
Josep Solanes Vilaprenyó (Pla de Santa María, 1909 - Venezuela, 1991) fue un médico psiquiatra español.

## Biografía
Licenciado por la Universidad de Barcelona en 1932, mientras estudiaba colaboró con la revista “helix” (en minúscula) que salió en 1929, vinculada a los movimientos de vanguardia y surrealistas y dirigida por Juan Ramón Masoliver. Interesado por la psiquiatría, fue discípulo del profesor Emilio Mira y López. Trabajó en el Institut Pere Mata, el manicomio de Reus. En Reus colaboró con artículos sobre su especialidad en la revista Fulls clínics, una revista profesional donde los médicos reusences reflexionaban sobre experiencias propias de su puesto de trabajo y sobre técnicas y otras opiniones recogidas en congresos o en lecturas de revistas extranjeras.
Durante la Guerra civil fue capitán-médico de los Servicios Psiquiátricos del IV Cuerpo del Ejército Popular de la República. Con la derrota, marchó a Francia, en dirección a Colliure, desde donde se pudo desplazar a Toulouse y donde, entre 1939 y 1944, revalidó sus estudios universitarios. En el exilio colaboró con las revistas Quaderns de Perpinyà y la Revista de Catalunya cuando se editaba en París. Después trabajó en el Hospital Psiquiátrico de Rodez donde tenía como director al doctor Ferdière y donde pasaron por su consulta pacientes como Antonin Artaud. Acabada la Segunda Guerra Mundial marchó a París y trabajó en los centros psiquiátricos de Sainte Anne con los profesores P. Giraud y E. Minkowski. Participó en los Juegos Florales en catalán celebrados en Londres en 1947 y en París en 1948, donde le premiaron algunos ensayos presentados. En 1949 marchó a Venezuela contratado por el Ministerio de Sanidad para ocupar la dirección de las Colonias psiquiátricas de Anare, en el estado Vargas. En 1952 fue nombrado director de la Colonia psiquiátrica de la Bárbula en Valencia, Venezuela. En 1960 ocupó la cátedra de Psiquiatría de la Universidad de Carabobo. Fue presidente de la Sociedad Venezolana de Psiquiatría. El año 1989 fue nombrado miembro correspondiente de la Real Academia de Medicina de Cataluña.
Una de sus publicaciones más conocidas fue su tesis doctoral desarrollada en Tolosa, Francia, en los años 1977-1978, con el título de "Las nombres del exilio y el espacio de la emigración", donde revisaba los efectos psicológicos del exilio, y donde  incluyó experiencias propias.

## Obras y artículos
Solanes Vilaprenyó, José, 1945, “El clima de discórdia de l’èxili. Notes per una piscologia del exiliat”,  Quaderns d’éstudies polítics, econòmics i socials, pp. 12-17.
Solanes Vilaprenyó, José, 1948,  “Exil et troubles du temps-vécu”,  L’Hygiène Mentale, 5, pp. 62-78.
Solanes Vilaprenyó, José, 1991, Los nombres del exilio. Caracas: Monte Ávila.
Solanes Vilaprenyó, José, 2016, En tierra ajena. Exilio y literatura desde la “Odisea” hasta “Molloy”. Barcelona: Acantilado.
- Datos: Q55850900